# Урожайный (Тихорецкий район)
Урожа́йный — посёлок в Тихорецком районе Краснодарского края России.
Входит в состав Парковского сельского поселения.

## Население
| 2002 | 2010 |
| ---- | ---- |
| 311  | ↗331 |

## Улицы
- ул. Котовского,
- ул. Тимирязева,
- ул. Фестивальная[4].

## Экономика
В посёлке с 2002 года действует сельхоз-предприятие ООО «Плодородие». Также ведут свою деятельность крестьянско-фермерские хозяйства.